# Spermophilus pallidicauda
Il citello pallido (Spermophilus pallidicauda Satunin, 1903) è uno sciuride appartenente al genere dei citelli (Spermophilus). È diffuso in Mongolia e nel nord della Cina.

## Descrizione
Il citello pallido raggiunge una lunghezza testa-corpo di circa 18,8-23,3 centimetri. La coda è lunga 3,5-5,3 centimetri ed è quindi, come in tutti i citelli, significativamente più corta del resto del corpo. Il piede posteriore è lungo 36-41 millimetri, l'orecchio 5-9 millimetri. Si tratta di una specie relativamente piccola. Il colore del dorso va da molto chiaro a rosa-giallo sabbia; la coda è interamente di un colore giallo paglierino molto vistoso, ad eccezione della parte centrale della zona superiore, che è rosso ruggine. Una linea bianca indistinta va dalle vibrisse del muso biancastro, passando sopra le guance, fino alle orecchie; anche le palpebre sono bianche ed è presente una macchia rosso ruggine sotto l'occhio. Il ventre e le zampe sono bianche e solo leggermente sfumate di sabbia. In estate la pelliccia diventa di un giallo sabbia più intenso.
Il cranio ha una lunghezza totale di 42-46 millimetri, il muso è relativamente corto rispetto a quello di altri citelli  e le arcate zigomatiche si allargano abbastanza rapidamente dietro il muso. Come tutte le specie del suo genere, ha un unico incisivo a scalpello per emimascella, seguito da uno spazio privo di denti (diastema). Seguono due premolari e tre molari. Al contrario, sulla mascella inferiore vi è un solo premolare per lato. Complessivamente vi sono 22 denti.

## Distribuzione e habitat
Il citello pallido è diffuso in Mongolia e nel nord della Cina. In quest'ultimo paese, si trova nelle province di Nei Mongol e nella parte orientale dello Xinjiang.

## Biologia
Abbiamo a disposizione solo pochi dati sulle abitudini del citello pallido, ma probabilmente esse non si discostano molto da quelle delle specie strettamente imparentate presenti negli stessi habitat. È uno scoiattolo di terra diurno e vive principalmente nelle steppe aride e nelle boscaglie ai margini del deserto del Gobi. Sono creature socievoli che formano colonie; sono molto timidi e si nascondono molto velocemente nelle loro tane se vengono disturbati. La loro dieta è probabilmente costituita principalmente da parti di piante e semi, come quella di altri citelli.

## Tassonomia
Il citello pallido viene classificato come specie indipendente all'interno del genere Spermophilus, attualmente costituito da 15 specie a seguito di una revisione tassonomica. La prima descrizione scientifica venne effettuata nel 1903 dallo zoologo russo Konstantin Alekseevič Satunin a partire da alcuni individui provenienti dalla regione dell'Altaj della Mongolia e dell'Altaj del Gobi in Mongolia. Originariamente veniva considerato una sottospecie del citello dalle orecchie rosse (Spermophilus erythrogenys) o anche del citello rosso (S. major), ma differisce da questi per il numero di cromosomi e altre caratteristiche biomolecolari.
Oltre alla forma nominale, non ne vengono riconosciute sottospecie.

## Conservazione
Il citello pallido viene classificato dall'Unione internazionale per la conservazione della natura (IUCN) come «specie a rischio minimo» (Least Concern). Tale status trae giustificazione dall'areale relativamente ampio e dalla frequente presenza della specie, sebbene l'entità concreta della popolazione sia sconosciuta. Tuttavia, sulla Lista rossa delle specie minacciate della Mongolia, dove Spermophilus pallidicauda figura come sottospecie del citello dalle guance rosse, si fa riferimento al potenziale pericolo costituito dal prelievo di esemplari non sostenibile, dal pascolo eccessivo e dall'inaridimento del territorio.